# Сангарит
Сангарит, санґарит (рос. сангарит; англ. sangarite; нім. Sangarit m) — глинистий мінерал з упорядкованою змішаношаруватою структурою, яка складається з хлорито- і вермікулітоподібних шарів, що закономірно чергуються. Тонкодисперсні утворення. Колір світло-зелений. Мікроскопічно зовсім не відрізняється від хлоритів. Не розбухає. Не плеохроює. Основний породотвірний мінерал цементу пісковиків мезозойських відкладів Вілюйської западини в р-ні м. Сангара (Республіка Саха, РФ).
Названий за місцевістю (В. А. Дріц, А. Г. Косовська, 1963).